# Mabo v Queensland (No 2)
Mabo v Queensland (No 2) was een baanbrekende rechtszaak in Australië waarin het concept van terra nullius werd verworpen en native-title-rechten werden erkend.

## Voorgeschiedenis
In 1770 nam kapitein James Cook de Oostkust van Australië voor de Britse Kroon in bezit. Hij deed dit op grond van de aanname dat het land terra nullius (niemandsland) was. Achttien jaar later vestigden de Britse autoriteiten een strafkolonie in de buurt van het huidige Sydney. Na verloop van tijd kwamen er ook vrije kolonisten naar Australië. Gedurende de 19e eeuw werd het continent stukje bij beetje gekoloniseerd. De Aboriginalvolkeren die al duizenden jaren op het continent leven, verzetten zich met hand en tand tegen de indringers, maar waren uiteindelijk niet tegen hen opgewassen. Hoewel de Britten de Aboriginalvolkeren van hun land beroofden, werd Australië juridisch als een land gezien dat vreedzaam werd gekoloniseerd. De soevereiniteit van Australië baseert op dit zogenoemde settled colony principle.
De Aboriginals hebben in de 20e eeuw diverse keren met petities en rechtszaken naar erkenning van hun landrechten gestreefd. Al deze inspanningen strandden op het argument dat Australië rechtmatig was gekoloniseerd omdat het niemandsland was.
In 1982 introduceerde het parlement van de Australische deelstaat Queensland de Queensland Amendment Act 1982. Deze wet regelde het beschikbaar stellen van land aan Aboriginals en Straat Torres-eilanders in de vorm van een trust (land grant in trust).
Edward Koiki Mabo, een bewoner van het eiland Mer (Murrayeiland) in de Straat Torres nam samen met een aantal andere leden van zijn volk, de Meriam, de wet als aanleiding om een rechtszaak bij de hoogste rechtbank van Australië aanhangig te maken die duidelijkheid moest verschaffen over de rechten met betrekking tot land op Mer.

## De zaak
Op 20 mei 1982 ging de zaak van start. Mabo en de anderen argumenteerden dat zij eigendomsrechten zoals bedoeld in de common law en het Australisch recht dienden te krijgen, omdat zij het land vóór de kolonisatie al in bezit hadden. Het tegenargument van Queensland was dat het land met de kolonisatie in het bezit van de Britse Kroon was overgegaan. Het directe gevolg hiervan was dat voortaan de common law van toepassing was op het land en dat de Kroon op grond hiervan absoluut eigendom had verworven.
In 1985 probeerde Queensland de rechtszaak op rigoureuze wijze te ondermijnen door alle rechten van de Aboriginals en Straat Torres-eilanders met betrekking tot land in één keer uit te wissen met de wet Queensland Coast Islands Declaratory Act. Mabo startte een tweede rechtszaak die bekend werd onder de naam Mabo v Queensland (No 1) en wist de aanval af te weren.

## De uitspraak
Op 3 juni 1992 deed de High Court of Australia uitspraak in wat nu door iedereen de Mabo-zaak wordt genoemd.
De belangrijkste punten van de uitspraak waren:
- De common law erkent het concept van de native title. Het is gebaseerd op de band die Aboriginals en Straat Torres-eilanders op grond van hun traditionele wetten en gewoonten met het land hebben.
- Native title kan worden uitgewist. Hiervoor moet er een duidelijke intentie van de kant van de overheid zichtbaar zijn.
- Aboriginals en Straat Torres-eilanders hadden voor de komst van de Europeanen eigen rechtssystemen die ook na de kolonisatie geldig bleven, tenzij wetten of besluiten de traditionele rechten hadden uitgewist. Hiermee werd verworpen dat Australië niemandsland (terra nullius) was.
- Het settled colony principle blijft gehandhaafd.
- Toen de Kroon de soevereiniteit over het continent opeiste, werd daarmee niet automatisch een absoluut eigendomsrecht verworven. Dit betekent dat de rechten van de Kroon ondergeschikt zijn aan native-title-rechten, wanneer de laatste niet expliciet zijn uitgewist. Concreet hield dit in dat eigendomsrechten zoals bedoeld in de common law en native-title-rechten die voortvloeien uit traditioneel recht naast elkaar kunnen bestaan.

## Gevolgen
In 1993 werd de uitspraak omgezet in de Native Title Act 1993. Op grond van deze wet kunnen Aboriginals en Straat Torres-eilanders native-title-rechten claimen wanneer ze aan de hiervoor gestelde voorwaarden voldoen.

## Kritiek
Critici oordelen dat de rechtbank niet ver genoeg is gegaan in haar oordeel. Zij zijn van mening dat het settled colony principle ongeldig werd op het moment dat terra nullius werd verworpen. Wanneer Australië geen niemandsland was, dan kan het land alleen maar door verovering of door overdracht in het bezit van de Kroon zijn gekomen. De Aboriginals geven aan dat ze nooit vrijwillig afstand van hun land hebben gedaan. Dit betekent dat de Britten het land onrechtmatig in bezit hebben genomen en daarom met hen moeten onderhandelen over compensatie voor verloren land.
De rechtbank liet het settled colony principle echter onaangetast met het argument dat het buiten haar macht licht om de soevereiniteit van Australië in twijfel te trekken. Daarmee zou ze feitelijk het fundament onder haar eigen rechtssysteem weghalen:
„Whether or not the Australian aboriginals living in any part of New South Wales had in 1788 a system of law which was beyond the powers of the settlers at that time to perceive or comprehend, it is beyond the power of this Court to decide otherwise than that New South Wales came into the category of a settled or occupied colony.“
Hieruit vloeide een juridische constructie voort die stelt dat de Britten land hebben gekoloniseerd dat géén terra nullius was. Deze constructie wordt niet ondersteund door internationaal recht.